# Queen Charlton
Queen Charlton – wieś w Anglii, w hrabstwie Somerset, w dystrykcie (unitary authority) Bath and North East Somerset, w civil parish Compton Dando. Leży 11,4 km od miasta Bath, 58,7 km od miasta Taunton i 170,3 km od Londynu W 1931 roku civil parish liczyła 94 mieszkańców.